# Теодор В. Хенш
Теодор Волфганг Хенш (Хајделберг, 30. октобар 1941) је немачки физичар, који је 2005. године, заједно са Џоном Холом, добио Нобелову награду за физику „за допринос развоју прецизне спекторскопије базиране на ласеру, укључујући и технику оптичког фреквентног чешља”.